# تاريخ نادي تشيلسي (1983–2003)
توثق هذه المقالة تاريخ نادي تشيلسي لكرة القدم، وهو فريق كرة قدم إنجليزي مقره في فولهام، غرب لندن. للحصول على نظرة عامة على النادي، انظر نادي تشيلسي لكرة القدم
كانت الفترة من أواخر السبعينيات وحتى الثمانينيات فترة مضطربة بالنسبة لتشيلسي. هددت عملية إعادة تطوير ستامفورد بريدج الطموحة الاستقرار المالي للنادي،  وتم بيع اللاعبين النجوم وهبط الفريق. وتسببت عناصر الشغب سيئة السمعة بين المشجعين في حدوث المزيد من المشاكل، وهو ما كان يزعج النادي طوال العقد.  في عام 1982، كان نادي تشيلسي في أسوأ حالاته، حيث استحوذ عليه كين بيتس مقابل مبلغ رمزي قدره جنيه إسترليني واحد، على الرغم من أن ملكية ستامفورد بريدج كانت قد بيعت لمطوري العقارات، مما يعني أن النادي كان يواجه خسارة ملعبه.  وعلى أرض الملعب، لم يكن أداء الفريق أفضل كثيراً، حيث اقترب من الهبوط إلى دوري الدرجة الثالثة لأول مرة، ولكن في عام 1983 نجح المدرب جون نيل في تشكيل فريق جديد مثير للإعجاب بأقل تكلفة. فاز تشيلسي بلقب دوري الدرجة الثانية في وسم1983-–84ورسخ مكانته في الدرجة الأولى بإنهاء الموسم بين أفضل ستة فرق، قبل أن يهبط مرة أخرى في عام 1988. واستعاد النادي عافيته على الفور بالفوز ببطولة دوري الدرجة الثانية في موسم 1988–89.
بعد معركة قانونية طويلة الأمد، أعاد بايتس ملكية الملعب إلى النادي في عام 1992 من خلال عقد صفقة مع بنوك مطوري العقارات، الذين أفلست بسبب انهيار السوق.  كان أداء تشيلسي في الدوري الإنجليزي الممتاز الجديد غير مقنع، على الرغم من وصولهم إلى نهائي كأس الاتحاد الإنجليزي 1994. كان تعيين رود خوليت كلاعب ومدرب في عام 1996 بمثابة بداية تحسن في أحوال الفريق. أضاف العديد من اللاعبين الدوليين المتميزين إلى الفريق وقاد النادي إلى أول شرف كبير له منذ عام 1971، وهو كأس الاتحاد الإنجليزي. تم استبدال خوليت بجانلوكا فيالي، الذي شهد عهده فوز تشيلسي بكأس الرابطة، وكأس الكؤوس الأوروبية وكأس السوبر الأوروبي 1998، وكأس الاتحاد الإنجليزي 2000. كما خاضوا تحديًا قويًا للفوز باللقب في موسم 1998–99، حيث أنهوا الموسم بفارق أربع نقاط خلف مانشستر يونايتد حامل اللقب، كما شاركوا لأول مرة في دوري أبطال أوروبا. تم إقالة فيالي لصالح كلاوديو رانييري، الذي قاد تشيلسي إلى نهائي كأس الاتحاد الإنجليزي 2002 والتأهل لدوري أبطال أوروبا في موسم 2002–03.

## النهضة (1983–1989)
كان صيف عام 1983 بمثابة نقطة تحول في تاريخ تشيلسي. أجرى المدرب جون نيل سلسلة من التعاقدات التي كانت حاسمة في تحسين حظوظ النادي. وضمت القائمة المهاجم كيري ديكسون من ريدينغ، والجناح الماهر بات نيفين من كلايد، ولاعب الوسط نايجل سباكمان من بورنموث، وحارس المرمى إيدي نيدزويسكي من ريكسهام، بالإضافة إلى جون هولينز العائد كلاعب ومدرب، بإجمالي أقل من 500 ألف جنيه إسترليني. وشكل ديكسون شراكة هجومية ناجحة مع زميله المنضم حديثا إلى نيل ديفيد سبيدي، وتعاون كلاهما بشكل جيد مع نيفين، وهو التعاون الذي أسفر عن تسجيل ما يقرب من 200 هدف في ثلاث سنوات.
بدأ تشيلسي بمظهره الجديد موسم 1983–84 بفوز 5–0 على ديربي كاونتي في اليوم الافتتاحي وصعد إلى الدوري الممتاز؛ ومن بين أبرز الأحداث فوز 5–3 على فولهام وفوز 4–0 على نيوكاسل يونايتد بقيادة كيفن كيغان. بعد تراجع في المستوى خلال فترة عيد الميلاد، تعاقد نيل مع الجناح ميكي توماس ولم يخسر تشيلسي أي مباراة أخرى في ذلك الموسم. سجل ديكسون 36 هدفًا في جميع المسابقات – وهو إجمالي موسمي لم يتفوق عليه سوى بوبي تامبلينغ وجيمي غريفز – وتم حسم الصعود بفوز آخر بنتيجة 5–0 على غريمه القديم ليدز يونايتد. توج الفريق بلقب دوري الدرجة الثانية في اليوم الأخير بفوزه خارج أرضه على غريمسبي تاون، حيث قام حوالي 10،000 من مشجعي تشيلسي برحلة إلى لنكولنشاير. 
عند عودتهم إلى دوري الدرجة الأولى، لم يكن تشيلسي منافسًا أوروبيًا محتملًا في موسم 1984–85، وانتهى به الأمر في المركز السادس، على الرغم من أن الأحداث التي وقعت في هيسل في ذلك الموسم جعلت التأهل الأوروبي غير ذي جدوى. وكانوا في طريقهم أيضًا للوصول إلى نهائي كأس الرابطة للمرة الثالثة، حيث أوقعتهم القرعة في الدور نصف النهائي مع سندرلاند المرشح للهبوط. ومع ذلك، ألهم الجناح السابق لتشيلسي كلايف ووكر فريقه للفوز 3–2 على ملعب ستامفورد بريدج ليضمن فوز سندرلاند 5–2 في مجموع المباراتين، وهو ما تبعه أعمال شغب؛ استمرت المباراة مع وجود الشرطة على متن مركباتها والمشجعين على أرض الملعب، ثم امتد العنف لاحقًا إلى الشوارع.  تقاعد نيل في نهاية الموسم بسبب سوء حالته الصحية، وتم استبداله بهولينز.
ويتميز موسم 1984–85 أيضًا بإنشاء سياج كهربائي حول الملعب في ستامفورد بريدج، وهو رد فعل رئيس مجلس الإدارة كين بيتس على غزوات الملعب والقتال المنتظمة أثناء المباريات. لكن المجلس المحلي رفض السماح بتشغيل التيار الكهربائي للسياج، وتم تفكيكه بعد أشهر من بنائه.
في الموسم الأول لهولينز، تنافس تشيلسي على اللقب، وتصدر جدول الترتيب في فبراير، لكن الإصابات الطويلة التي تعرض لها ديكسون ونيدزفيكي، إلى جانب سلسلة من النتائج السيئة، خاصة خلال فترة عيد الفصح، حيث استقبل الفريق عشرة أهداف في مباراتين، بدا أنها أنهت فرصهم. الفوز 2–1 على مانشستر يونايتد في أولد ترافورد، والفوز بنفس النتيجة على وست هام في أبتون بارك – مما حرم الأخير فعليًا من اللقب – ترك تشيلسي متأخرًا بثلاث نقاط عن ليفربول المتصدر مع تبقي خمس مباريات. لكن نقطة واحدة فقط من المباريات المتبقية حرمتهم من اللقب وأنهوا الموسم في المركز السادس مرة أخرى. في نفس الموسم، تم الفوز بكأس الأعضاء الكامل الافتتاحية بفوز 5–4 على مانشستر سيتي في ويمبلي، بفضل ثلاثية سبيدي وعلى الرغم من قدرة الفريق المنافس على العودة بعد تأخره 1–5.
وبعد هذه البداية الجديدة، تراجع مستوى الفريق مرة أخرى، ليحتل المركز الرابع عشر في الموسم التالي. بدأت روح الفريق في التفكك بعد أن اختلف هولينز ومساعده إيرني والي مع العديد من اللاعبين الأساسيين، ولا سيما سبيدي وسباكمان، اللذين تم بيعهما لاحقًا.  وتم إقالة هولينز في مارس من الموسم التالي عندما كان الفريق يعاني من خطر الهبوط مرة أخرى. تولى بوبي كامبل المسؤولية في مارس، لكنه لم يتمكن من منع هبوط تشيلسي عبر نظام المباريات الفاصلة قصير الأمد بالخسارة أمام ميدلزبره، وهي المباراة التي تبعتها مرة أخرى مشاكل جماهيرية ومحاولة اقتحام الملعب، مما أدى إلى إغلاق المدرجات لمدة ست مباريات في الموسم التالي. ومع ذلك، استعاد النادي عافيته على الفور وبقوة، على الرغم من فشله في الفوز بأي من المباريات الست الافتتاحية في الدوري، وتم ترقيته إلى بطل دوري الدرجة الثانية برصيد 99 نقطة، متقدما بفارق 17 نقطة عن أقرب منافسيه مانشستر سيتي. الأمر المهم هو أن تشيلسي نجح في الاحتفاظ بالمهاجم كيري ديكسون، الذي كان لديه شريك جديد غزير الإنتاج في المقدمة في شكل غوردون دوري، ودخل تشيلسي التسعينيات كفريق من دوري الدرجة الأولى.

## التسعينيات: العودة إلى المسار الصحيح
حقق تشيلسي عودة رائعة إلى دوري الدرجة الأولى في موسم 1989–90. قاد كامبل فريقًا من اللاعبين العاديين في الغالب إلى المركز الخامس المحترم في الجدول النهائي. وعلى الرغم من رفع الحظر المفروض على الأندية الإنجليزية في كرة القدم الأوروبية في ذلك العام، فقد فشل تشيلسي في الحصول على مكان في كأس الاتحاد الأوروبي لأن المكان الإنجليزي الوحيد في المسابقة ذلك العام ذهب إلى وصيف الدوري أستون فيلا. وفي نفس الموسم، قاد تشيلسي إلى اللقب الثاني في كأس الأعضاء الكامل، بفوزه 1–0 على ميدلزبره في النهائي على ملعب ويمبلي. على الرغم من تجنيد أول مليون لاعب للنادي، دنيس وايز وأندي تاونسند، إلا أن الموسم التالي كان مخيبا للآمال، حيث احتل تشيلسي المركز الحادي عشر في الدرجة الأولى وخرج من الكأسين على يد فرق من دوري أدنى.
تمت ترقية كامبل إلى منصب المدير العام في نهاية الموسم؛ وخلفه في منصب مدير الفريق مدرب الفريق الأول إيان بورترفيلد. بدأت فترة بورترفيلد بشكل مشرق واحتل الفريق المركز السادس في فبراير، لكن سلسلة النتائج السيئة في الأشهر الأخيرة من الموسم تعني أنهم أنهوا الموسم في المركز الرابع عشر المخيب للآمال. وفي الوقت نفسه، انتهت مسيرة الفريق نحو ربع نهائي كأس الاتحاد الإنجليزي على يد سندرلاند من الدرجة الثانية بعد إعادة المباراة. في نهاية الموسم، كان تشيلسي واحدًا من 22 ناديًا من دوري الدرجة الأولى استقالوا رسميًا من دوري كرة القدم وانضموا إلى الدوري الإنجليزي الممتاز الذي تم تشكيله حديثًا. تم إقالة بورترفيلد في منتصف موسم 1992–93، بعد أن فشل الفريق في تحقيق الفوز في أي مباراة بالدوري لمدة شهرين. تم استبداله مؤقتًا بالفائز بكأس الاتحاد الإنجليزي 1970، ديفيد ويب، الذي قاد النادي بعيدًا عن الهبوط وحصل في النهاية على المركز الحادي عشر. تم استبدال ويب بلاعب خط الوسط الإنجليزي السابق غلين هودل البالغ من العمر 35 عامًا، والذي فاز للتو بالترقية إلى الدوري الإنجليزي الممتاز كلاعب ومدرب في نادي سويندون تاون.
شهد أول موسم لهودل كمدرب تراجعًا طفيفًا في أداء تشيلسي في الدوري، ولفترة من الوقت تعرضوا لخطر الهبوط، حيث بلغت أهدافهم 1.5 مليون جنيه إسترليني. يلعب التعاقد مع مارك شتاين مقابل 400 ألف جنيه إسترليني وديميتري خارين مقابل 400 ألف جنيه إسترليني دورًا مهمًا في بقاء الفريق على قيد الحياة. في نفس الموسم، وصل تشيلسي إلى نهائي كأس الاتحاد الإنجليزي، حيث واجه بطل الدوري الإنجليزي الممتاز مانشستر يونايتد، وهو الفريق الذي هزمه تشيلسي بنتيجة 1–0 في مباراتي الدوري ذلك الموسم. بعد انتهاء الشوط الأول بالتعادل السلبي 0–0، حصل يونايتد على ركلتي جزاء في الشوط الثاني من قبل الحكم ديفيد إلاري في غضون خمس دقائق، وكلاهما تم تسجيلهما. ومع اضطرار تشيلسي للهجوم، ترك ذلك فجوات في الدفاع وفاز يونايتد في النهاية بنتيجة 4–0. ومع ذلك، كان هذا كافياً لتشيلسي للتنافس في كأس الكؤوس الأوروبية 1994–95، حيث تأهل يونايتد بالفعل إلى دوري أبطال أوروبا. وصلوا إلى الدور نصف النهائي من تلك المسابقة، وخرجوا بنتيجة 3–2 في مجموع المباراتين أمام الفائز في النهاية ريال سرقسطة.
وبعد أن أصبح مستقبل تشيلسي في ستامفورد بريدج مضمونا الآن، بدأ بايتس والمدير المليونير ماثيو هاردينغ في توفير الأموال للنادي لإنفاقها على اللاعبين. في صيف عام 1995، تعاقد تشيلسي مع لاعبين مشهورين عالميًا، أسطورة هولندا رود خوليت، في صفقة انتقال مجانية من سامبدوريا، ومهاجم مانشستر يونايتد مارك هيوز (1.5 مليون جنيه إسترليني)، وكلاهما سيلعبان دورًا مهمًا في نجاح النادي في المستقبل. ووقع هودل أيضًا مع الظهير الروماني الموهوب دان بيتريسكو مقابل 2.3 مليون جنيه إسترليني. قاد هودل تشيلسي إلى المركز الحادي عشر مرة أخرى في موسم 1995–96، وإلى نصف نهائي كأس الاتحاد الإنجليزي مرة أخرى، ثم استقال ليصبح مدرباََ للمنتخب الإنجليزي.

## النهضة الإيطالية: خوليت، فيالي وزولا (1996–2000)

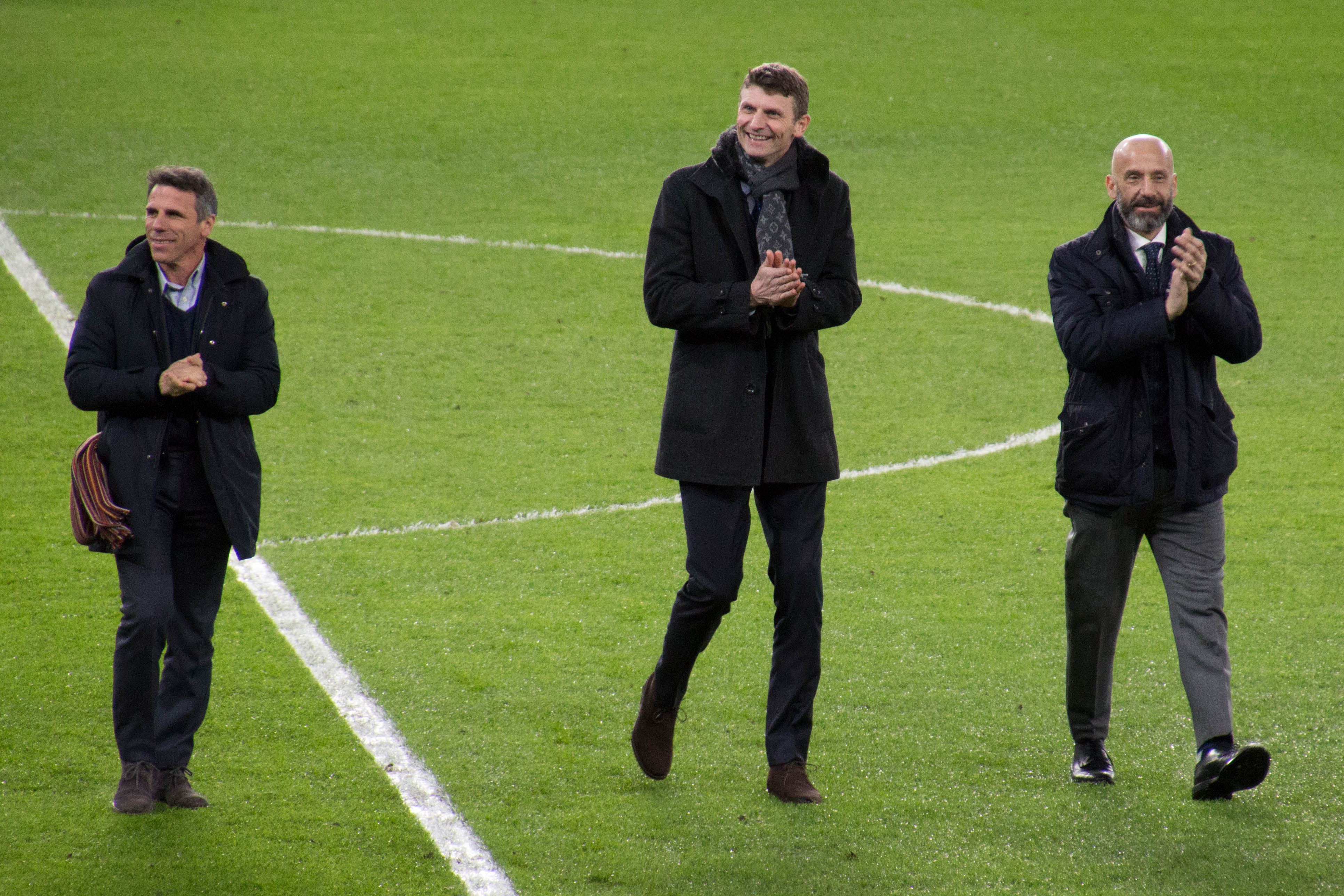
جانفرانكو زولا وتوره أندريه فلو وجانلوكا فيالي في ستامفورد بريدج في عام 2018

تم تعيين جوليت لاعبًا ومدرباََ لموسم 1996–97، وأضاف العديد من اللاعبين من الطراز الأول إلى الفريق، بما في ذلك مهاجم يوفنتوس الفائز بكأس أوروبا جانلوكا فيالي، والمدافع الفرنسي المثقف فرانك لوبوف واللاعبين الدوليين الإيطاليين جانفرانكو زولا (الذي ستجعله مهارته مفضلًا لدى الجماهير وتجعله أحد أعظم لاعبي تشيلسي على الإطلاق) وروبيرتو دي ماتيو (الأخير مقابل رقم قياسي للنادي 4.9 مليون جنيه إسترليني). وانضم إليهم بعد ذلك لاعب خط الوسط الأوروغواياني القوي والموهوب غوس بويت والبديل النرويجي توره أندريه فلو. بفضل هؤلاء اللاعبين، كان خوليت وخليفته هو الذي أعاد تشيلسي إلى الواجهة كواحد من أفضل الفرق في إنجلترا واكتسب سمعة طيبة في لعب لعبة تمرير أنيقة ومسلية وجذابة، والتي كان يؤديها لاعبون موهوبون من الناحية الفنية، على الرغم من أن عدم اتساق أداء النادي ضد الفرق "الأصغر" المفترضة ظل قائما.
توج خوليت الموسم الأول المثير للإعجاب في الإدارة الفنية بتوليه قيادة تشيلسي إلى أعلى مركز له في الدوري منذ عام 1990 (المركز السادس) والفوز بكأس الاتحاد الإنجليزي، منهياً انتظار النادي الذي دام 26 عاماً للحصول على لقب كبير. كانت المباراة الأكثر تميزًا في تلك الفترة هي العودة في الجولو الرابعة ضد ليفربول، حيث قلب تشيلسي، بقيادة هيوز، تأخره 2–0 في الشوط الأول إلى فوز 4–2. بدأ الفوز 2–0 على ميدلزبره في النهائي على ملعب ويمبلي بشكل محموم حيث سجل دي ماتيو هدفًا بعد 43 ثانية؛ ثم حسم هدف إدي نيوتن في وقت متأخر الفوز. وكان الفوز بمثابة نهاية سعيدة لموسم بدا وكأنه يهيمن عليه الحزن بعد وفاة المدير الشعبي والمحسن المالي ماثيو هاردينغ في أكتوبر الماضي في حادث تحطم مروحية عقب مباراة في كأس لرابطةضد بولتون واندررز.
تم إقالة خوليت فجأة في فبراير 1998، ظاهريًا بعد نزاع على العقد،  مع احتلال الفريق المركز الثاني في الدوري الممتاز، وفي الدور نصف النهائي لبطولتين للكأس. وتم تعيين لاعب ومدرب آخر، وهو فيالي البالغ من العمر 33 عامًا. بدأ فيالي مسيرته الإدارية بشكل رائع بالفوز بكأسين في شهرين. تم تأمين كأس الرابطة بفوز آخر بنتيجة 2–0 على ميدلزبره في ويمبلي (مع دي ماتيو مرة أخرى على قائمة الهدافين). وصل تشيلسي إلى نهائي كأس الكؤوس الأوروبية بعد فوز دراماتيكي في نصف النهائي على فيتشينزا. وبعد خسارته مباراة الذهاب خارج أرضه 1–0 ثم استقباله هدفا خارج أرضه في مباراة الإياب، عاد تشيلسي بقوة ليفوز 3–1 في تلك الليلة ويتأهل، وكان هيوز مرة أخرى هو المحفز. فازوا بلقب كأس الكؤوس الأوروبية للمرة الثانية بعد فوزهم 1–0 على نادي شتوتغارت في ملعب روسوندا في ستوكهولم؛ سجل زولا، الذي دخل بديلاً في الشوط الثاني، هدف الفوز بعد 17 ثانية فقط من دخوله. وبعد ذلك، قاد فيالي النادي إلى الفوز 1–0 على بطل أوروبا ريال مدريد في كأس السوبر الأوروبي على ملعب لويس الثاني في موناكو.
خلال موسم 1998–99 في الدوري الإنجليزي الممتاز، خاض تشيلسي أول تحدي مستدام للفوز باللقب منذ سنوات. وعلى الرغم من خسارته في اليوم الافتتاحي أمام كوفنتري سيتي، لم يُهزم الفريق في الدوري مرة أخرى حتى يناير وتصدر جدول الترتيب في عيد الميلاد. وفي نهاية المطاف، تلاشت آمالهم في الفوز باللقب بعد الخسارة على أرضهم أمام وست هام والتعادلات المتتالية أمام ميدلزبره وليستر سيتي وشيفيلد وينزداي في أبريل، وهو ما جعل البلوز يحتل المركز الثالث بفارق أربع نقاط خلف مانشستر يونايتد الفائز باللقب. موسم كان واعدًا للغاية لكنه انتهى في النهاية بلا ألقاب، حيث انتهى دفاع تشيلسي عن لقب كأس الكؤوس الأوروبية بخسارة في الدور نصف النهائي أمام ريال مايوركا. كما خرجوا من الكأسين الأخريين في ربع النهائي. ومع ذلك، كان المركز الثالث في الدوري مرتفعًا بما يكفي للظهور لأول مرة على الإطلاق في دوري أبطال أوروبا.
 بعد مرور أربعة وأربعين عامًا على حرمانه من المشاركة في البطولة الافتتاحية، شارك تشيلسي لأول مرة في البطولة الأوروبية الأولى في أغسطس 1999 وقدم سلسلة من العروض الرائعة في طريقه إلى ربع النهائي ضد برشلونة. وشملت المباريات تعادلات لا تنسى في سان سيرو واستاد الأولمبيكو ضد ميلان ولاتسيو على التوالي، فضلاً عن فوز ساحق 5–0 على فريق غلطة سراي التركي في ملعب علي سامي ين. خلال مباراة الذهاب من ربع النهائي ضد برشلونة على ملعب ستامفورد بريدج، تقدم تشيلسي بنتيجة 3–0، لكنه استقبل هدفًا خارج أرضه في وقت متأخر عن طريق لويس فيغو. بعد تأخره بنتيجة 2–1 في مباراة الإياب على ملعب كامب نو، كان الفريق على بعد سبع دقائق فقط من الدور نصف النهائي، لكنه استقبل الهدف الثالث وخسر في النهاية بنتيجة 5–1 بعد الوقت الإضافي، وخسر 6–4 في مجموع المباراتين.
بحلول ذلك الوقت، كان لدى تشيلسي فريق من اللاعبين الدوليين من الطراز الأول والذي ضم زولا، دي ماتيو، بويت ولكن أيضًا الظهير الإسباني ألبرت فيرير، وحارس المرمى الهولندي إد دي غوي، والثلاثي الفرنسي الفائز بكأس العالم فرانك ليبوف، ومارسيل ديسايي، وديدييه ديشامب. تحت قيادة فيالي، أصبح تشيلسي أول فريق في كرة القدم الإنجليزية يعتمد على تشكيلة أساسية مكونة بالكامل من لاعبين أجانب، وهو ما يسلط الضوء على تزايد الطابع الدولي للعبة. شهد موسم 1999–2000 عودة التذبذب في أداء تشيلسي في الدوري حيث عانى الفريق من التوفيق بين التزامات الدوري الإنجليزي الممتاز ودوري أبطال أوروبا، لينهي الموسم في المركز الخامس بشكل مخيب للآمال. وقاد فيالي الفريق إلى الفوز بكأس الاتحاد الإنجليزي للمرة الثانية في أربع سنوات في ذلك الموسم – هذه المرة ضد أستون فيلا، حيث سجل دي ماتيو هدف الفوز مرة أخرى – في آخر نهائي أقيم على ملعب ويمبلي قبل إعادة تطويره. تمت إضافة الدرع الخيرية في أغسطس بعد الفوز 2–0 على مانشستر يونايتد، ليصبح فيالي المدرب الأكثر نجاحًا لتشيلسي في ذلك الوقت.

## أوائل العقد الأول من القرن الحادي والعشرين: كلاوديو رانييري
أنفق فيالي ما يقرب من 26 مليون جنيه إسترليني على لاعبين جدد خلال الصيف، بما في ذلك الهداف الهولندي جيمي فلويد هاسلبانك والمهاجم الآيسلندي الموهوب إيدور غوديونسن، ولكن تم طرده في سبتمبر 2000 بعد فوزه بمباراة واحدة فقط من المباريات الخمس الافتتاحية، ومرة أخرى، مع انتشار الشائعات بأن المدرب قد اختلف مع لاعبين مهمين.  تم استبداله بإيطالي آخر، كلاوديو رانييري، والذي على الرغم من مشاكله الأولية مع اللغة الإنجليزية، قادهم إلى المركز السادس في الموسم الأول. قام رانييري بإعادة بناء الفريق تدريجيا، وخفض متوسط أعمار الفريق من خلال بيع بعض اللاعبين الأكبر سنا، بما في ذلك وايز وبويت، واستبدالهم بكارلو كوديتشيني، وجون تيري، وويليام غالاس، وفرانك لامبارد، ويسبر غرونكيار.
وشهد الموسم الثاني لرانييري بعض التقدم، خاصة في الكؤوس، حيث وصل تشيلسي إلى نصف نهائي كأس الرابطة ونهائي كأس الاتحاد الإنجليزي مرة أخرى، لكنه لم يتمكن من منعهم من الخسارة أمام الفائز بالبطولة مرتين أرسنال في النهائي الأخير. لكن أداء الدوري لم يشهد تحسنا كبيرا، واحتل تشيلسي المركز السادس مرة أخرى. ومع انتشار الشائعات حول الحالة المالية الخطيرة التي يمر بها النادي، لم يتمكن رانييري من التعاقد مع المزيد من اللاعبين. ونتيجة لذلك، كانت التوقعات من تشيلسي في موسم 2002–03 أكثر محدودية. ومع ذلك، قدم تشيلسي تحديًا غير متوقع للفوز باللقب، وفي واحدة من أهم المباريات في تاريخ النادي، فاز على ليفربول 2–1 في المباراة الأخيرة من الموسم ليحتل المركز الرابع ويضمن المركز الأخير في دوري أبطال أوروبا متقدمًا على مرزيسايد.